# 가덕도동
가덕도동(加德島洞)은 가덕도와 그 부속도서, 부산신항을 관할하는 부산광역시 강서구의 행정동이다. 2015년 1월 30일 동명(洞名)이 천가동(天加洞)에서 현재의 이름으로 개칭되었다.
가덕도동은 동선동, 성북동, 눌차동, 천성동, 대항동 등 5개 법정동을 관할한다. 가덕도의 북서쪽은 성북동, 북동쪽은 동선동, 가운데는 천성동, 남쪽은 대항동이 위치한다. 거가대교가 지나는 중죽도, 대죽도와 인근의 미박도는 천성동에 속한다.

## 연혁
- 1905년 : 웅천군 천성면, 가덕면에 속함
- 1909년 : 웅천군 천가면으로 통합
- 1914년 : 창원군 천가면이 되어 5개 리(성북리, 동선리, 눌차리, 천성리, 대항리)를 관할
- 1980년 : 의창군 천가면이 됨
- 1989년 : 천가면이 부산광역시에 편입되어 강서구 천가동 및 천가출장소 설치
- 2015년 : 「부산광역시 강서구 행정운영동 설치 및 동장 정수 조례」가 개정되어 천가동이 가덕도동으로, 천가출장소가 가덕도출장소로 개칭

## 법정동
- 동선동(東仙洞)
- 성북동(城北洞)
- 눌차동(訥次洞)
- 천성동(天城洞)
- 대항동(大項洞)

## 교육
- 천가초등학교 (성북동)
  - 장항분교 (폐교) - 가덕해안로 346 (성북동)
  - 대항분교 (폐교) - 가덕해안로1207번길 19 (대항동)
  - 천성분교 (폐교) - 가덕해안로 741 (천성동)
- 눌차초등학교 (폐교) - 가덕해안로2번가길 107 (눌차동)
- 덕문중학교 (성북동)
- 덕문고등학교 (성북동)